# Lynne Cohen
Lynne Cohen (Racine (Wisconsin), 3 juli 1944 – Montreal, 12 mei 2014) was een Amerikaans-Canadese fotografe. Zij is bekend voor haar  interieurfoto’s op groot formaat van woningen en institutionele gebouwen.

## Leven
Cohen werd geboren in Racine, Wisconsin en studeerde grafische kunsten en beeldhouwen aan de Universiteit van Wisconsin en de Slade School of Fine Art in Londen.
Cohen was aanvankelijk vooral actief als graficus. Ze had interesse in popart en minimalisme, haar grafisch werk was geïnspireerd op consumenten catalogussen en handleidingen. Ze wou uit de beslotenheid van haar atelier treden en begon foto's te maken met een grootformaat camera. Een lezing van de fotograaf Walker Evans aan de Universiteit van Michigan versterkte haar in haar keuze. Vanaf 1971 legde Cohen zich volledig toe op fotografie. Ze was gefascineerd door de techniek van vlakke belichting (flat light), een techniek die gericht is op een gelijkmatige belichting, waardoor er geen schaduwen op het onderwerp vallen en er weinig contrast in het beeld zit. Hierin vond ze de mogelijkheden om maatschappijkritische, psychologische, sociologische standpunten te combineren met artistieke expressie naar analogie met het werk van Lewis Baltz en binnen hetzelfde denkkader als bijvoorbeeld de readymades van Marcel Duchamp en Guillaume Bijl.
Cohen woonde en werkte vanaf 1973 in Canada, aanvankelijk in Ottawa en vanaf 2003 in Montreal.
Ze gaf les aan verschillende onderwijsinstellingen, waaronder Eastern Michigan University (1968-1973), het Algonquin College in Ottowa (1973-1975) en de Universiteit van Ottawa (1974-2005).
Lynne Cohen overleed aan longkanker op 12 mei 2014 in Montreal.

## Werk

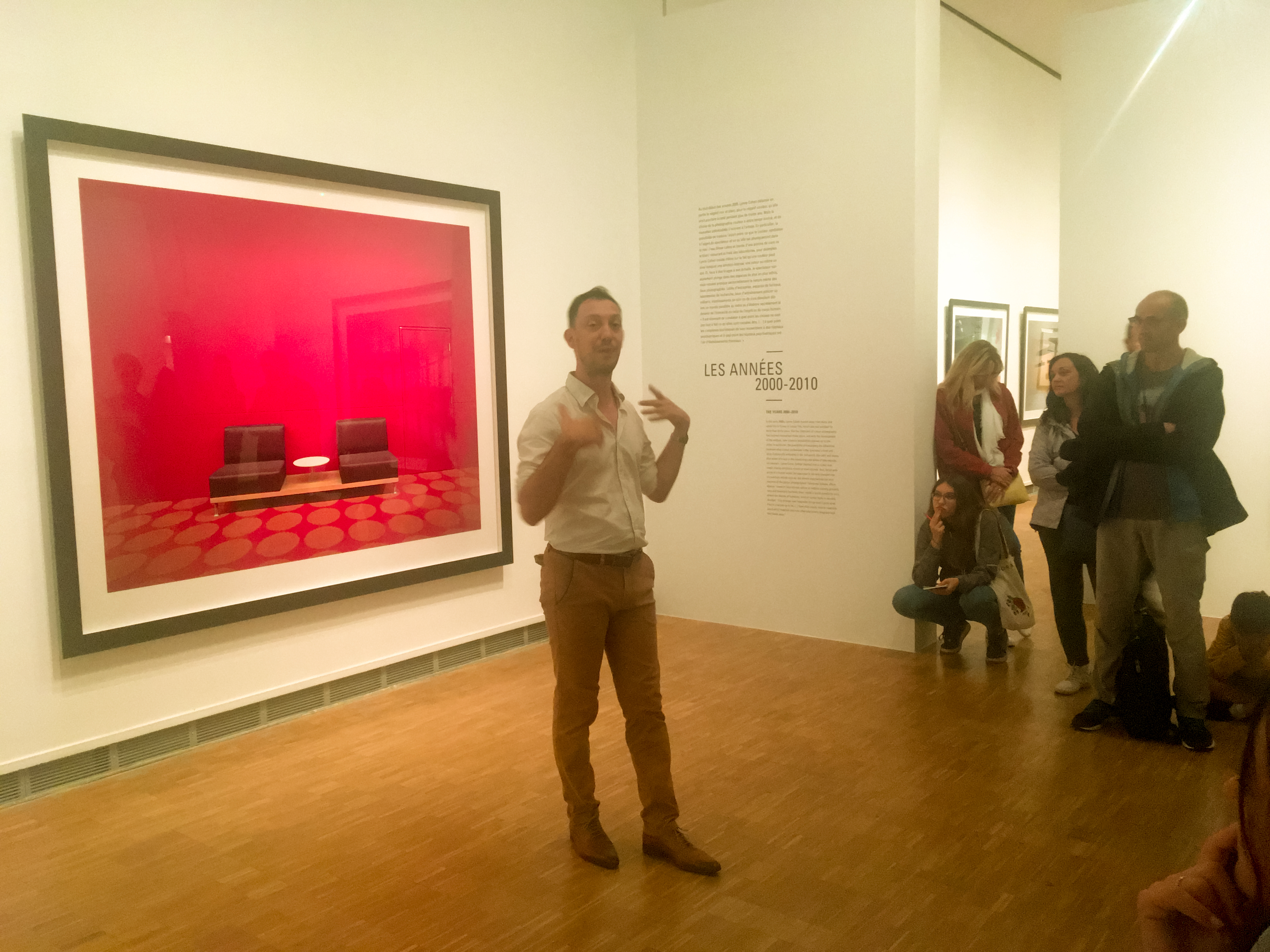
Werk ("Red Door") van Lynne Cohen op tentoonstelling in het Pavillon Populaire Montpellier in 2019.

Cohen is bekend van haar foto's van de binnenruimte van woonkamers en lege institutionele gebouwen zoals bejaardentehuizen, laboratoria, kantoren, showrooms, schietbanen, fabrieken, kuuroorden en militaire installaties. Ondanks haar interesse voor leef- en werkruimtes met sporen en restanten van bewoning of gebruik, zijn er op haar foto's  geen mensen te zien 
Cohens werken geven een verwarrende en bevreemdende indruk, met symmetrisch geordende voorwerpen, herhalingen en absurditeiten in de  schaalverhoudingen. Ze worden soms ten onrechte beschouwd als illustraties van kunstinstallaties
Ze fotografeerde meestal met een 8 x 10 inch technische view camera, waarmee ze vanaf begin jaren tachtig scherpe details kon vastleggen.
Aanvankelijk maakte ze haar afdrukken op een formaat van 50 x 60 cm, in de jaren 1980 waren die al meer dan een meter breed en vanaf 2000 gingen die tot een breedte van 2,5 meter. In 1998 begon ze ook kleur te gebruiken.
Ze plaatste haar foto's in formica kaders gelamineerd met technische foto's van marmer, graniet of hout. Foto en kader samen zag ze als een soort tweedimensionale sculptuur.

## Nalatenschap
De Belgische kunstenaars Bert Danckaert en Karin Hanssen waren sinds 1993 bevriend met Lynne Cohen en haar echtgenoot Andrew Lugg, doctor in de filosofie, emeritus hoogleraar aan de universiteit van Ottawa en auteur. Deze vriendschap leidde tot intense samenwerking met wederzijdse beïnvloeding.
In nauwe samenwerking met  Andrew Lugg, startten Danckaert en Hanssen na de dood van Lynne Cohen een wetenschappelijk onderzoeksproject op aan de Koninklijke Academie van Antwerpen. Dit bestond uit het initiatief voor een grondige inventarisatie en documentatie van het totale oeuvre en de nalatenschap van Cohen. Het archief werd grotendeels overgemaakt aan de National Gallery of Canada in Ottawa. Het eindresultaat van het onderzoek was een retrospectieve tentoonstelling  "Depth on a Surface" in het FOMU in Antwerpen, waarin naast een overzicht van haar werk ook aandacht werd besteed aan kunstenaars naar wie Lynne Cohen zelf verwezen had. In 2023 vond een overzichtstentoonstelling van haar werk uit de beginjaren tot in de jaren '90 plaats in het Centre Pompidou in Parijs.
Sinds 2017 wordt door de nalatenschap Lynne Cohen, beheerd door Andrew Lugg, en in samenwerking met het Musée National des Beaux Arts de Quebec jaarlijks de "Lynne-Cohen Prijs" uitgereikt aan beginnende kunstfotografen.

## Tentoonstellingen
Cohens werk was te zien op ruim 100 solotentoonstellingen en 300 groepstentoonstellingen, vooral in Canada, de Verenigde Staten, Frankrijk, België, Spanje, Engeland, Oostenrijk en Duitsland.

## Onderscheidingen
- 1967: Logan Award, 71st Annual Exhibition of Artists of Chicago and Vicinity, Chicago
- 1975: First Canada Council Arts Grant
- 1989: Merit Award for Occupied Territory, Photo/Design
- 2001: Gold award for photographic essay, National Magazine Awards,
- 2005: Governor General's Award in Visual and Media Arts.
- 2005: First Conseil des arts et des letters (Québec), arts grant
- 2007: Canada Council Long Term Grant
- 2009: Lominatie Grange Prize, Art Gallery of Ontario, Toronto.
- 2009: Lid van de Royal Canadian Academy of Arts

- 2011: First Scotiabank Photography Award.[20]

## Openbare collecties
Het werk van Cohen is opgenomen in de collecties van meer dan 50 openbare instellingen.
In Canada zijn dit onder meer de National Gallery of Canada, het Art Museum aan de Universiteit van Toronto, de Art Gallery of Ontario, de Canada Council Art Bank, het Musée d'art contemporain de Montréal, het Musée national des beaux-arts du Québec,  het Canadian Centre for Architecture in Montreal en de Walter Phillips Gallery in Banff.
Internationaal is haar werk aanwezig in de collecties van onder andere de Bibliothèque Nationale de France in Parijs,  het Kunsthaus Zürich, het Metropolitan Museum of Art in New York, The National Gallery of Art In Washington D.C., het New Orleans Museum of Art, New Orleans, het Center for Creative Photography in Tucson, het  Centre Georges Pompidou in Parijs, het Museo Universidad de Navarra in Pamplona, het George Eastman Museum in Rochester, het Museum Folkwang in Essen, het Thessaloniki Museum of Photography, het Princeton University Art Museum, het Fotomuseum in Antwerpen en Tate Modern in Londen.